# Kurt Wegner
Kurt Fritz Hans Wegner, född 27 augusti 1908 i Köln, Tyskland, död 16 september 1985 i Järna, Sverige, var en tysk-svensk konstnär som främst var verksam i Sverige. 

## Biografi
Kurt Wegner föddes den 27 augusti 1908 i staden Köln-Kalk (införlivat med Köln 1910) vid floden Rhen i Tyskland. Hans föräldrar var fotografen Frida Wegner (f. Münkel) från Schwerte (Ruhrområdet) och ingenjören Ernst Wegner från Wolgast i (Pommern). Sin utbildning erhöll Kurt Wegner i mitten av 1920-talet vid Konstfackskolan Kölner Werkschulen under Richard Seewalds ledning.
Kurt Wegner var också en Wandervogel, med sina vänner gjorde han en rad mycket långa vandringar. År 1924 och 1925 vandrade sällskapet den långa vägen över alperna från Köln till Venedig. En resa år 1927 gick med båt till Stockholm och därefter till fots via Uppsala till Sälenfjällen och sedan ned längs Klarälven, via Trollhättan till Göteborg, varifrån hemresan anträddes. Under sådana resor började Kurt Wegners fotograferande och senare det som skulle bli hans livsverk, tecknadet och målandet.
1928-1929 målar han på Hunsrück, höglandet söder om Mosel. 1929-1938 är han verksam i Düsseldorf och Eifel (norr om Mosel).
1938 gifter han sig med Britta Koraen,  dotter till förste ombudsman vid Jernkontoret C. Axel Koraen. Det nygifta paret har för avsikt att bosätta sig i Eifel men världshistorien utvecklar sig annorlunda. 1938-46 lever paret i exil, i en stuga i skogen utanför Nykvarn i Södermanland. Under dessa år föds Kurts tre döttrar.
Kurt Wegner är begraven vid Överjärna kyrka.

## Kurt Wegners verk
- 1927 Teckningar av musikerna: Rudolf Serkin, Adolf Busch och Gösta Andreasson.
- 1930-talet Porträtt av konstnärskolegan Wolfgang Schulte, på Kunst Museum Schloβ Moyland i Tyskland, f.n. i arkivet.
- 1937 Kreatursmarknad i Dinslaken i ett ungdomshem i staden Dinslaken i Tyskland.'
- 1960-talet Den Ensamma Människan i Årstahemmet, Stockholm
- 1960-talet Stjärnbilder i  Kristofferskolan, Stockholm
- 1966 illustrationer till Runene som rørte seg av Gulle Brun.
- 1985 Vårt Dagliga Bröd i Ellen-Key-Skolan, Stockholm/Spånga ofullbordad, färdigställd av konstnären Lars Bjursell.
- ett antal träsnitt av Kurt Wegner finns på Kunst Museum Schloβ Moyland i Tyskland.